# Station Acheux-Franleu
Station Acheux-Franleu is een spoorwegstation in de Franse gemeente Chépy.